# 우석로 (순천시)
우석로(Useok-ro) 순천시 도사동 호현 삼거리에서 장천동 순고오거리를 이어주는 도로이다.

## 주요 경유지
전라남도
- 순천시 (도사동 - 남제동 - 남정동 - 장천동)

## 노선
| 이름           | 접속 노선               | 소재지         | 소재지         | 비고           |
| 녹색로 와 직결 | 녹색로 와 직결          | 녹색로 와 직결 | 녹색로 와 직결 | 녹색로 와 직결 |
| -------------- | ----------------------- | -------------- | -------------- | -------------- |
| 호현삼거리     | 국도 제2호선 (남승룡로) | 순천시         | 도사동         |                |
| 덕흥교         |                         | 순천시         | 도사동         |                |
| (하덕월)       | 덕월길                  | 순천시         | 도사동         |                |
| (상덕월)       | 덕월1길                 | 순천시         | 도사동         |                |
| (제일대)       | 제일대학길              | 순천시         | 도사동         |                |
| (남제골)       | 지현길                  | 순천시         | 남제동         |                |
| (인제동)       | 상인제1길 하인제길      | 순천시         | 남제동         |                |
| (신흥)         | 신흥1길 동신동2길       | 순천시         | 남제동         |                |
| 신흥삼거리     | 남산로                  | 순천시         | 남제동         |                |
| (남정동)       | 남정5길                 | 순천시         | 남정동         |                |
| 순고오거리     | 이수로 팔마로 청사큰길  | 순천시         | 장천동         |                |
| 중앙로와 직결  |                         |                |                |                |

## 주요 건물 및 시설
- 세븐일레븐 순천제일대점 (우석로 65/덕월동 458-5)
- GS칼텍스 남정주유소 (우석로 83/남정동 481)
- 현대자동차 순천정원대리점 (우석로 94/남정동 494-3)
- HD현대오일뱅크 순천제일주유소 (우석로 124/남정동 538-16)
- 이마트24 순천남정점 (우석로 128/남정동 537-25)
- CU순천성남점 (우석로 141/남정동 61-2)
- 순천남정동 우체국 (우석로 144/남정동 530-19)
- 순천성남초등학교 (우석로 160/남정동 525)
- GS25 순천연일점 (우석로 176/인제동 33-4)
- 순천고등학교 (우석로 191/인제동 80)
- 순천서점 (우석로 193/인제동 55-24)
- SK에너지 남산주유소 (우석로 199/인제동 55-11)